# 호세 카르도소
호세 사투르니노 카르도소 오타수(스페인어: José Saturnino Cardozo Otazú, 1971년 3월 19일 누에바이탈리아 ~ )는 파라과이의 전 축구 선수로, 포지션은 스트라이커였다.
1988년 파라과이의 리버 플레이트 소속으로 데뷔했고 1990년 스위스의 FC 장크트갈렌 소속으로 뛰었다. 1992년 칠레의 우니베르시다드 카톨리카로 이적했으며 1993년에는 팀의 코파 리베르타도레스 준우승에 공헌했다.
1994년 파라과이의 클루브 올림피아로 이적했으며 1995년부터 2005년까지 멕시코의 데포르티보 톨루카 소속으로 뛰면서 332경기에 선발 출전했고 249득점을 기록했다. 2000년과 2002년, 2003년에 파라과이 올해의 축구 선수로 선정되었고 2002년에는 남아메리카 올해의 축구 선수로 선정되었다. 2005년 아르헨티나의 산로렌소로 이적했고 2006년 현역 은퇴했다.
1998년 FIFA 월드컵과 2002년 FIFA 월드컵에서 파라과이 대표로 출전했으며 2004년 하계 올림픽에서 파라과이의 올림픽 축구 은메달 획득에 공헌했다.

## 수상

### 클럽
우니베르시다드 카톨리카
- 코파 리베르타도레스 준우승 1회 (1993)

클럽 올림피아
- 파라과이 프리메라 디비시온 우승 1회 (1993)

데포르티보 톨루카
- 멕시코 프리메라 디비시온 우승 4회 (1998 베라노, 1999 베라노, 2000 베라노, 2002 아페르투라)
- CONCACAF 챔피언스컵 우승 1회 (2003)

크루스 아술
- 코파 리베르타도레스 준우승 1회 (2001)

### 국가대표
파라과이
- 2004년 아테네 올림픽 축구 은메달

### 개인
- 1998년, 1999년, 2002년, 2003년 멕시코 프리메라 디비시온 득점왕 수상
- 2003년 FIFA 올해의 득점왕 수상 (58득점)
- 2000년, 2002년, 2003년 파라과이 올해의 축구 선수 수상
- 2002년 남아메리카 올해의 축구 선수 수상